# 즈비그니에프 라우

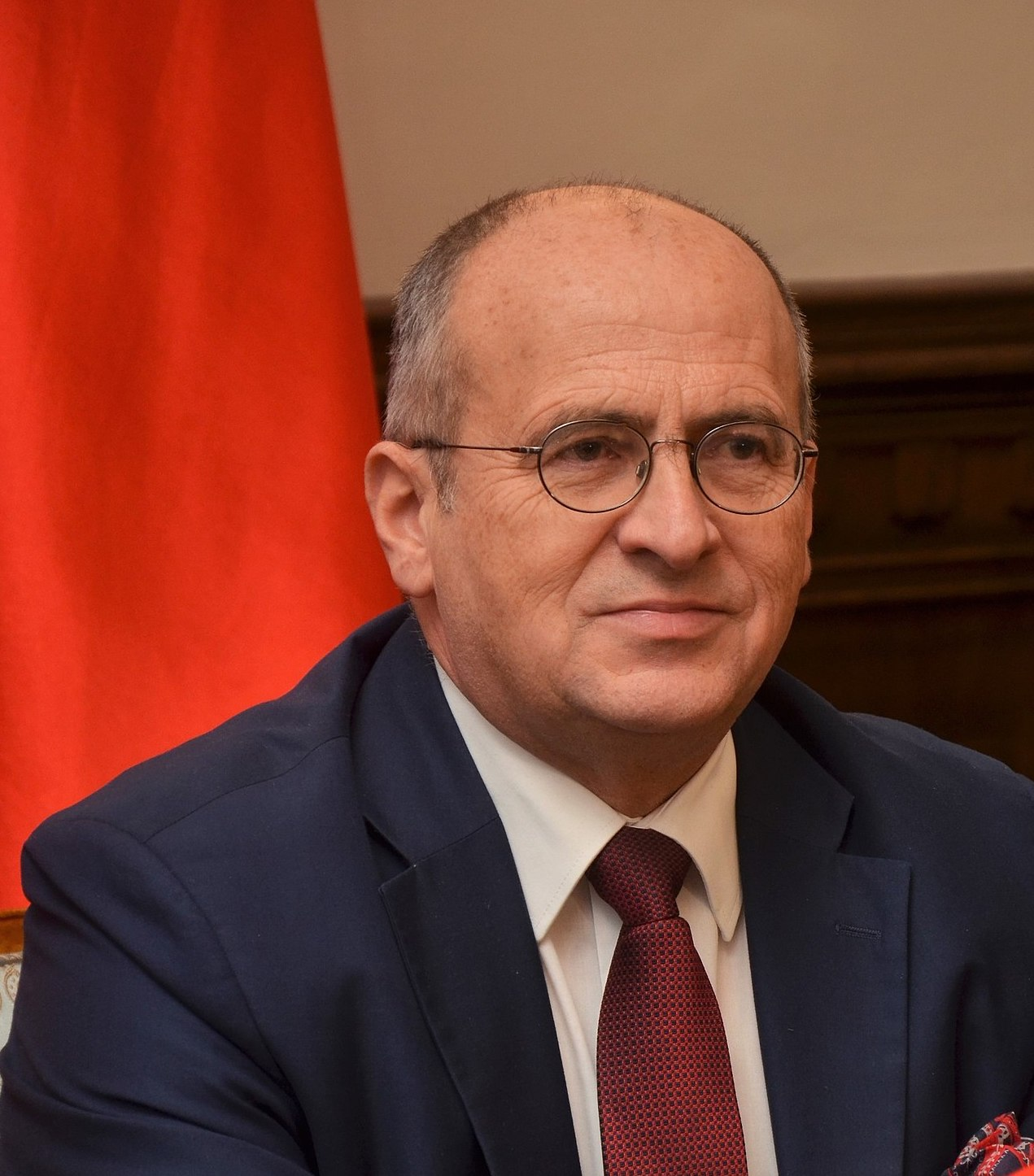
즈비그니에프 라우

즈비그니에프 라우 (Zbigniew Rau, 폴란드어 발음: ['zbiɡɲɛf ˈrau] ; 1955년 2월 3일 ~)는 폴란드의 정치인, 변호사, 외교관으로, 2020년부터 현재까지 폴란드 외무부 장관을 맡고 있다. 라우는 2015년부터 2019년까지 우치주의 보이보드와 주지사로 재직하였다.

## 생애

### 생애 초기와 학업
라우는 1955년, 폴란드 중부에 위치한 우치에서 태어났다. 1977년, 우치 대학교에서 법학을 전공하고, 잠시 사서로 일했다. 1980년, 자유 노동 조합 " 연대 "에 가입했다.
라우는 1982년 이후, 우치 대학교에서 법학 학위를 취득했으며, 종종 독일, 영국, 호주, 미국의 고등 교육 기관에서 가르치는 일을 맡기도 했다. 라우는 괴팅겐의 막스 플랑크 소사이어티, 케임브리지 대학교의 트리니티 칼리지, 오스틴의 텍사스 대학교에서 일했다. 1995년, 라우는 모교인 우치 대학교에서 교수가 되었다. 1998년, 라우는 토마쇼프 마조비에츠키에 있는 대학 학부의 대변인이자 총장 보좌관으로 고용되었다. 2007년, 알렉시스 드 토크빌 정치법률사상센터의 초대 소장으로 지명되었다.

### 정치 경력
라우는 2005년 폴란드 대통령 선거에서 법과 정의당의 레흐 카친스키 후보를 지지했다. 같은 해에 라우는 폴란드의 양원제 의회의 상원인 폴란드 상원 의원 역할을 맡았다. 라우는 유럽 평의회 의회에서 폴란드를 대표하고 있으며, 2020년 3월부터 유럽 보수당과 민주 동맹의 일원이다.
2015년 12월 8일, 라우는 폴란드의 16개 행정 구역 가운데 하나인 우치주의 보이보드 및 주지사로 지명되었다. 라우는 폴란드 하원이 된 뒤에 우치주 보이보드 및 주지사 임기를 마쳤다. 동시에 라우는 폴란드 외교 위원회 대표이자 위원장이 되었다. 2020년 8월, 라우는 야체크 차푸토비치를 대신해 외무장관으로 임명되었다.
2020년 9월, 라우는 사우디아라비아 외무장관 파이살 빈 파르한 알 사우드 왕자를 만났다. 라우는 사우디아라비아를 중동에서 폴란드의 가장 중요한 파트너로 묘사했다.
2022년 1월부터는 유럽안보협력기구의 의장직을 맡고 있다.

## 정치 견해
라우는 보수주의 견해를 갖고 있으며, 법과 정의당의 열렬한 지지자이다. 보이보드를 맡은 동안, 라우는 우치주에서 완전한 탈공산화 정책을 시행했으며, 성소수자 권리운동과 좌파 정치에는 비판적인 성향이다.
2018년, 라우는 한다 즈다노프스카에게 우치 시장에서 즉각 해임할 것을 요구했다. 야당인 시민 연단의 즈다노프스카는 부패 혐의를 받았지만, 시 주민들의 압도적인 지지를 받아 다가오는 총선에서 승리할 것으로 예상됐다. 논란이 된 라우의 행보는 효력을 발휘하지 못했다.